# Signifikation
Signifikation oder Signifikatenlogik bezeichnet eine poststrukturalistische Theorie Ernesto Laclaus zur Beschreibung des Politischen von der Entwicklung her, die sich aber auf jegliche Allgemeinbegriffe ausweiten lässt. Sie ist keine Diskurstheorie. Grundlage hierzu ist die mit Chantal Mouffe verfasste Monografie Hegemonie und radikale Demokratie.

## Entstehung
Ging man früher im Strukturalismus davon aus, dass die Signifikate und die Signifikanten eine klar abgegrenzte Struktur haben und einander symmetrisch zugeordnet seien, postuliert der Poststrukturalismus, dass die Sprache ein grenzenloses, sich ausdehnendes Netz ist, in dem ein ständiger Austausch und  Zirkulieren zwischen den Elementen herrscht. Kein einzelnes Element ist darin vollständig definierbar. Es gibt keine Wirklichkeit außerhalb der Sprache. Somit hat auch jegliche Erkenntnis eine Sprachbarriere.
Grundlage dessen ist das Zeichensystem Ferdinand de Saussures. Saussure vertrat die Ansicht, dass sprachliche Zeichen die Welt nicht einfach so wiedergeben, wie sie ist, sondern dass deren Bedeutung erst im Zeichensystem der Sprache konstituiert werde. Ein Zeichen besteht bei Saussure dabei aus Signifikant (Bezeichnendes) und Signifikat (Bezeichnetes), wobei ersteres das Lautbild und letzteres die Vorstellung eines Begriffs, die Inhaltsseite, widerspiegele.

## Definition
Die Definition eines Begriffs erfolgt aus dem Zusammenspiel von Signifikant und Signifikat. Laclau ist nun bei der gesellschaftspolitischen Betrachtung und der Erzeugungsweise von politischen Identitäten aufgefallen, dass Bedeutungen ein Effekt von Differenzbeziehungen sind, und diese temporär von der Sprache abhängen und nicht fixiert sind. Also: In der Abgrenzung zu einem bestimmten System bilden sich Identitäten. „Differenz = Identität“. Logik der Differenz.
Laclau sagt nun, dass bei einer Signifikation die Signifikanten nicht an ein spezielles Signifikat gebunden sind, sondern ihre Bedeutung durch den Verweis auf andere Signifikanten erklären. Auf der Suche nach dem Signifikat gleite man so an einer sogenannten Signifikantenkette entlang, die sich in Äquivalenz zu anderen Signifikanten von selbiger Sache abgrenzen. Es stehen zwei verschiedene Definitionsansätze im Widerspruch: Während die Logik der Differenz versucht, die Bedeutung einzelner diskursiver Elemente zu fixieren, subvertiert die Logik der Äquivalenz diese Bedeutungsfestlegung, da sie das Unterschiedliche gleichsetzt. Die beiden Logiken stehen sich gegenseitig im Wege, da die eine auflöst, was die andere zu fixieren versucht. Bei der Signifikation geht nun das Signifikat verloren.
„Ein leerer Signifikant ist genau genommen ein Signifikant ohne Signifikat.“
Eine Bedeutungsfixierung in einem Diskurs ist sodann ausschließlich möglich, indem sich von einer rein negativ ausschließenden (antagonistischen) Systemgrenze entlang eine Äquivalenzkette bildet, die diese Differenz in einer kontingenten Art teilt. Diesen Äquivalenzketten, welche sich ausschließlich durch Differenz zusammenhalten, kreisen um einen Signifikaten, der seine Differentialität verliert, er wird ein leerer Signifikant.
„Es kann leere Signifikanten innerhalb des Feldes der Signifikation deshalb geben, weil jedes Signifikationssystem um einen leeren Platz herum konstruiert ist, der aus der Unmöglichkeit resultiert, ein Objekt zu produzieren, welches die Systemhaftigkeit des Systems trotz alledem erfordert.“
Im Laufe von politischen Instrumentalisierungen werden Worte von konkreten Vorstellungen entleert, um dadurch möglichst viele differentielle Positionen zu umfassen; es entsteht ein leerer Signifikant als symbolische Verkörperung eines imaginären Allgemeinen, deren konkreten Inhalte sich nicht mehr rekonstruieren lassen, da sie verloren gegangen sind/abgelegt wurden. Eigentlich aber, sind diese Signifikanten nicht leer, sondern voll mit Bedeutungen, die jeder anders hineinlegt. Dieses Problem lässt sich im politischen Spektrum nach Laclau durch positive Reformierungen mittels radikaler und pluraler Demokratie, dem absoluten Aufdecken und Dekonstruieren jener politischen Kampfbegriffe lösen.
So sind beispielsweise Signifikanten wie „Freiheit“ oder „Sozialdemokratie“ zu leeren Signifikanten geworden, da deren Bedeutung so unbestimmbar ist, dass sich in politischen Diskursen zahlreiche unterschiedliche und widersprüchliche Bedeutungen darunter sammeln. Darüber hinaus kommt den politischen Begriffen kein anderer ontologischer Status zu wie jedem anderen Alltagsbegriff auch. So hat man es auch, wenn man historisch über „Religion“, „Literatur“, „Musik“ spricht, mit Ordnungsbegriffen wie „Politik“ zu tun, welche als leere Signifikanten dargestellt werden müssen.